# Bellefontaine (Martinica)
Bellefontaine è un comune francese di 1.519 abitanti situato nel dipartimento d'oltre mare della Martinica.